# Mike McFarlane
Mike McFarlane (eigentlich: Michael Anthony McFarlane; * 2. Mai 1960 in Hackney, London; † 6. Juni 2023) war ein britischer Sprinter.

## Leben
McFarlane trat bereits 1978 für England bei den Commonwealth Games in Edmonton im 100-Meter-Lauf an und wurde in 10,29 s Fünfter; im 200-Meter-Lauf schied er im Halbfinale aus. 1979 gewann er bei den Junioreneuropameisterschaften drei Medaillen: nach Bronze über 100 Meter und Gold über 200 Meter Silber mit der britischen Mannschaft in der 4-mal-100-Meter-Staffel.
Bei den Olympischen Spielen 1980 in Moskau schied McFarlane über 200 Meter im Viertelfinale aus. Er war Startläufer der britischen Stafette, die im Moskauer Finale in 38,62 s den vierten Platz erreichte, neun Hundertstelsekunden hinter der Bronzemedaille für Frankreich.
1982 wurde McFarlane britischer Meister über 200 Meter. Bei den Commonwealth Games in Brisbane erreichte er über 100 Meter und mit der englischen Stafette jeweils den fünften Platz. Im 200-Meter-Lauf lief er zeitgleich mit dem Schotten Allan Wells in 20,43 s über die Ziellinie, und beide erhielten eine Goldmedaille. Bei den Olympischen Spielen 1984 in Los Angeles wurde McFarlane im 100-Meter-Finale in 10,27 s Fünfter und mit der britischen Stafette, in der mit Allan Wells und Daley Thompson zwei Olympiasieger standen, Siebter.
Bei den Halleneuropameisterschaften 1985 in Piräus siegte McFarlane in 6,51 s im 60-Meter-Lauf. Im Jahr darauf gewann er bei den Commonwealth Games in Edinburgh über 100 Meter in 10,35 s Bronze hinter dem Kanadier Ben Johnson und hinter Linford Christie. Die englische Stafette lief ohne Christie in der Besetzung Lincoln Asquith, Thompson, McFarlane und Clarence Callender in 39,19 s zu Silber, vier Hundertstelsekunden hinter dem kanadischen Team. Vier Wochen später bei den Europameisterschaften in Stuttgart wurde McFarlane über 100 Meter in 10,29 s Sechster. Die britische Stafette in der Besetzung Elliot Bunney, Thompson, McFarlane und Christie gewann Bronze in 38,71 s.
Bei den Weltmeisterschaften 1987 in Rom schied McFarlane über 100 Meter im Halbfinale aus. Die britische Stafette wurde im Vorlauf disqualifiziert. Zum Abschluss seiner Karriere gewann er 1988 bei den Olympischen Spielen in Seoul eine olympische Medaille mit der britischen Stafette, die in der Besetzung Bunney, John Regis, McFarlane und Christien 38,28 s auf den zweiten Platz hinter der Mannschaft aus der Sowjetunion lief.
Mike McFarlane war 1,78 m groß und wog in seiner aktiven Zeit 76 kg.

## Persönliche Bestzeiten
- 60 m (Halle): 6,61 s, 2. März 1985, Piräus
- 100 m: 10,22 s, 20. Juni 1986, London
- 200 m: 20,43 s, 7. Oktober 1982, Brisbane